# Comuna de Brzozów
Brzozów (polaco: Gmina Brzozów) é uma gminy (comuna) na Polónia, na voivodia de Subcarpácia e no condado de Brzozowski. A sede do condado é a cidade de Brzozów.
De acordo com os censos de 2004, a comuna tem 26 143 habitantes, com uma densidade 253,4 hab/km².

## Área
Estende-se por uma área de 103,18 km², incluindo:
- área agricola: 67%
- área florestal: 24%

## Demografia
Dados de 30 de Junho 2004:
|                      | Total   | Total | Mulheres | Mulheres | Homens  | Homens |
| -------------------- | ------- | ----- | -------- | -------- | ------- | ------ |
|                      | pessoas | %     | pessoas  | %        | pessoas | %      |
| População            | 26 143  | 100   | 13 344   | 51       | 12 799  | 49     |
| Densidade (pop./km²) | 253,4   | 100   | 129,3    | 129,3    | 124     | 124    |

De acordo com dados de 2002, o rendimento médio per capita ascendia a 1 274,18 zł.

## Comunas vizinhas
- Domaradz, Dydnia, Haczów, Jasienica Rosielna, Nozdrzec, Sanok, Zarszyn